# Championnat du Turkménistan de football 2012
Navigation
Saison 2011 Saison 2013
La saison 2012 du Championnat du Turkménistan de football est la vingtième édition de la première division au Turkménistan. La compétition rassemble les dix meilleurs clubs du pays qui sont regroupés au sein d'une poule unique et s'affrontent quatre fois, deux à domicile et deux à l'extérieur. 
Le FC Balkan, double tenant du titre, conserve son trophée après avoir terminé en tête du classement final, avec un seul point d'avance sur le club de Merw Mary et dix-sept sur le HTTU Achgabat. C'est le quatrième titre de champion du Turkménistan de l'histoire du club, qui réussit même le doublé en s'imposant face au HTTU Achgabat en finale de la Coupe du Turkménistan.
Le FC Gara Altyn déclare forfait avant le démarrage du championnat, qui ne se déroule donc qu'avec neuf formations. Il n'y a donc pas de relégation en fin de saison.

## Les clubs participants
| - FK Altyn Asyr - FC Balkan - Merw Mary - Şagadam Türkmenbaşy - FK Ahal Änew | - HTTU Achgabat - Talyp Sporty Achgabat - Promu de D2 - FK Achgabat - FK Lebap |

## Compétition
Le barème de points servant à établir le classement se décompose ainsi :
- Victoire : 3 points
- Match nul : 1 point
- Défaite : 0 point

### Classement
| Rang | Équipe                 | Pts | J  | G  | N  | P  | Bp | Bc | Diff |
| ---- | ---------------------- | --- | -- | -- | -- | -- | -- | -- | ---- |
| 1    | FC Balkan'T'C          | 73  | 32 | 23 | 4  | 5  | 66 | 19 | +47  |
| 2    | Merw Mary              | 72  | 32 | 21 | 9  | 2  | 58 | 26 | +32  |
| 3    | HTTU Achgabat          | 56  | 32 | 15 | 11 | 6  | 48 | 20 | +28  |
| 4    | FK Ahal Änew           | 50  | 32 | 15 | 5  | 12 | 59 | 45 | +14  |
| 5    | Şagadam Türkmenbaşy    | 47  | 32 | 14 | 5  | 13 | 43 | 39 | +4   |
| 6    | FK Altyn Asyr          | 46  | 32 | 13 | 7  | 12 | 46 | 39 | +7   |
| 7    | Talyp Sporty AchgabatP | 22  | 32 | 6  | 4  | 22 | 23 | 70 | -47  |
| 8    | FK Lebap               | 21  | 32 | 6  | 3  | 23 | 30 | 69 | -39  |
| 9    | FK Achgabat            | 19  | 32 | 5  | 4  | 23 | 28 | 80 | -52  |

|  | Qualification pour la Coupe du président de l'AFC 2013                                       |
|  | T : Tenant du titre C : Vainqueur de la Coupe du Turkménistan P : Promu de deuxième division |

## Bilan de la saison
| Championnat du Turkménistan de football 2012                             |                      |
| Champion                                                                 | FC Balkan (4e titre) |
| Coupes et trophées                                                       |                      |
| Vainqueur de la Coupe du Turkménistan 2012                               | FC Balkan            |
| Qualifications continentales                                             |                      |
| Coupe du président de l'AFC 2013                                         | FC Balkan            |
| Promotions et relégations                                                |                      |
| Promus en Yokary Liga                                                    | FC Dashoguz          |
| Relégués en Championnat du Turkménistan de football de deuxième division | Aucun                |